# Jan-Lennard Struff
Jan-Lennard Struff, född 25 april 1990, är en tysk tennisspelare.

## Karriär
I februari 2020 slutade Struff och Henri Kontinen på andra plats i dubbeln vid Rotterdam Open, där de blev besegrade i finalen av Nicolas Mahut och Pierre-Hugues Herbert.

## ATP-finaler i kronologisk ordning

### Dubbel: 6 (3 titlar, 3 andraplatser)
| Teckenförklaring                  |
| --------------------------------- |
| Grand Slam turneringar (0–0)      |
| ATP World Tour Finals (0–0)       |
| ATP World Tour Masters 1000 (0–0) |
| ATP World Tour 500 Series (1–2)   |
| ATP World Tour 250 Series (2–1)   |

| Finaler efter underlag |
| ---------------------- |
| Hard court (3–3)       |
| Grus (0–0)             |
| Gräs (0–0)             |

| Resultat | V–F | Datum          | Turnering                                  | Kategori   | Underlag       | Medspelare       | Motståndare                          | Resultat              |
| -------- | --- | -------------- | ------------------------------------------ | ---------- | -------------- | ---------------- | ------------------------------------ | --------------------- |
| Tvåa     | 0–1 | Januari 2018   | Sydney International, Australien           | 250 Series | Hard court     | Viktor Troicki   | Łukasz Kubot Marcelo Melo            | 3–6, 4–6              |
| Vinnare  | 1–1 | Oktober 2018   | Japan Open, Japan                          | 500 Series | Hard court (i) | Ben McLachlan    | Raven Klaasen Michael Venus          | 6–4, 7–5              |
| Vinnare  | 2–1 | Januari 2019   | Auckland Open, Nya Zeeland                 | 250 Series | Hard court     | Ben McLachlan    | Raven Klaasen Michael Venus          | 6–3, 6–4              |
| Tvåa     | 2–2 | Mars 2019      | Dubai Championships, Förenade Arabemiraten | 500 Series | Hard court     | Ben McLachlan    | Rajeev Ram Joe Salisbury             | 6–7(4–7), 3–6         |
| Vinnare  | 3–2 | September 2019 | Moselle Open, Frankrike                    | 250 Series | Hard court (i) | Robert Lindstedt | Nicolas Mahut Édouard Roger-Vasselin | 2–6, 7–6(7–1), [10–4] |
| Tvåa     | 3–3 | Februari 2020  | Rotterdam Open, Nederländerna              | 500 Series | Hard court (i) | Henri Kontinen   | Pierre-Hugues Herbert Nicolas Mahut  | 6–7(5–7), 6–4, [7–10] |